# Katjasee
Katjasee – jezioro w Niemczech, w Brandenburgii, na południowym skraju Frankfurtu nad Odrą, w dzielnicy Lossow.
Jest połączone bezpośrednio z jeziorem Helenesee.